# Generalna Dyrekcja Dróg Krajowych i Autostrad

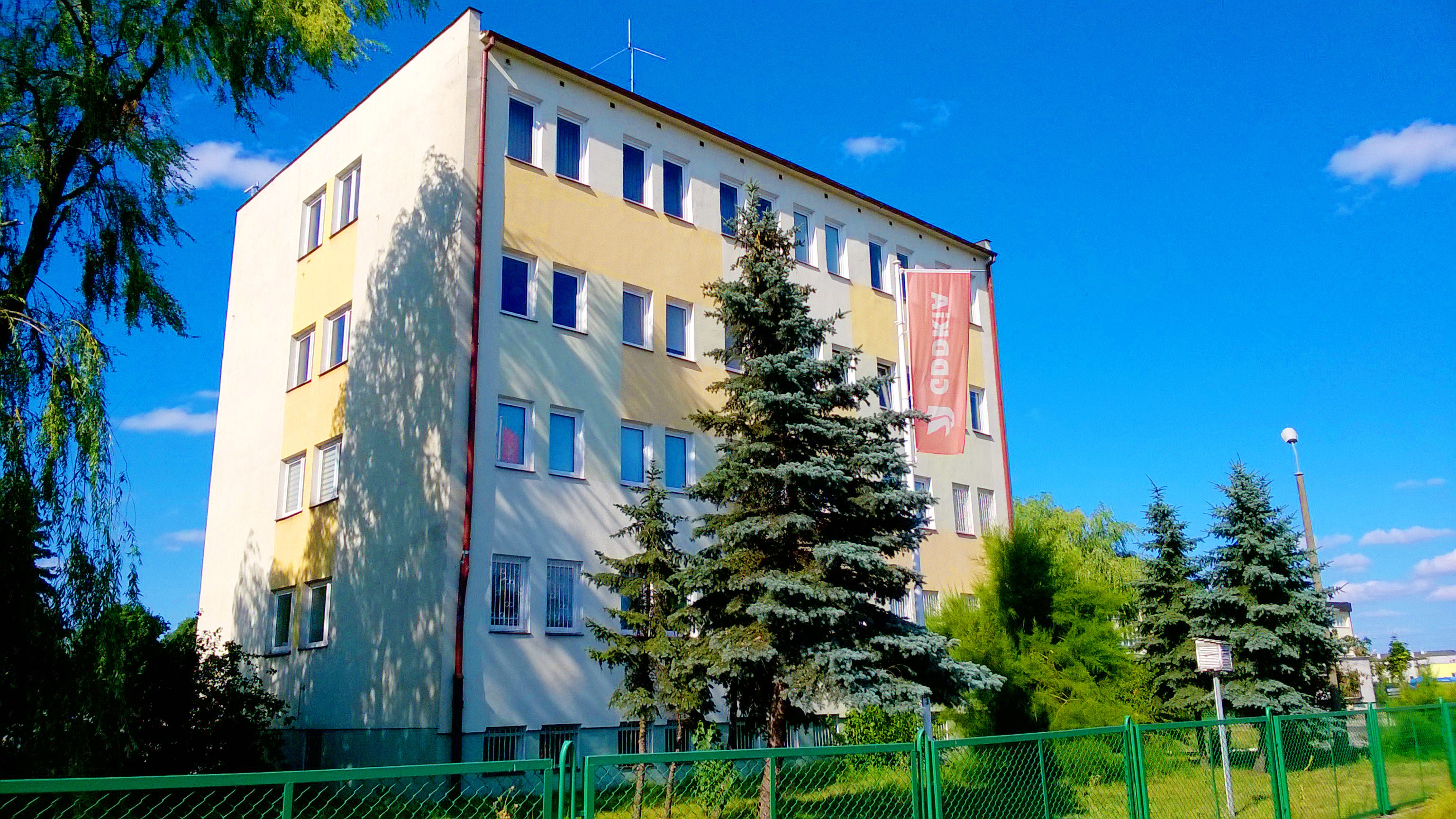
Rejon Dróg GDDKiA w Toruniu

Generalna Dyrekcja Dróg Krajowych i Autostrad (GDDKiA) – centralny urząd administracji rządowej w Polsce, obsługujący Generalnego Dyrektora Dróg Krajowych i Autostrad (centralny organ administracji rządowej), powołany w 2002 przy ministerstwie obsługującym ministra właściwego do spraw transportu (obecnie Ministerstwo Infrastruktury) w celu zarządzania drogami krajowymi oraz autostradami i drogami ekspresowymi, a także realizacji budżetu państwa w tym zakresie.

## Utworzenie GDDKiA
Centralny organ administracji rządowej o nazwie „Generalny Dyrektor Dróg Krajowych i Autostrad” utworzono 1 kwietnia 2002 na podstawie art. 4 ustawy z 1 marca 2002 o zmianach w organizacji i funkcjonowaniu centralnych organów administracji rządowej i jednostek im podporządkowanych oraz o zmianie niektórych ustaw. Obsługująca go Generalna Dyrekcja Dróg Krajowych i Autostrad została utworzona tego samego dnia z połączenia:
- Generalnej Dyrekcji Dróg Publicznych – utworzonej 31 stycznia 1986 jako jednostka Ministerstwa Komunikacji na podstawie ustawy z 21 marca 1985 o drogach publicznych[5] oraz rozporządzenia Rady Ministrów z 19 grudnia 1985[6], po przekształceniu Centralnego Zarządu Dróg Publicznych utworzonego 1 października 1951 jako jednostka Ministerstwa Transportu Drogowego i Lotniczego na podstawie uchwały nr 689 Rady Ministrów z 29 września 1951[7], od 1 stycznia 1999 GDDP działała jako centralny urząd administracji rządowej nadzorowany przez ministra właściwego do spraw transportu na podstawie ustawy z 24 lipca 1998 o zmianie niektórych ustaw określających kompetencje organów administracji publicznej – w związku z reformą ustrojową państwa[8],
- Agencji Budowy i Eksploatacji Autostrad – utworzonej jako państwowa osoba prawna nadzorowana przez ministra właściwego do spraw transportu na podstawie ustawy z 27 października 1994 o autostradach płatnych[9], ABiEA działała od 8 czerwca 1995 na podstawie rozporządzenia Rady Ministrów z 13 maja 1995[10].

## Działalność
Generalna Dyrekcja Dróg Krajowych i Autostrad obsługuje i działa pod bezpośrednim kierownictwem Generalnego Dyrektora Dróg Krajowych i Autostrad, który jest centralnym organem administracji rządowej właściwym w sprawach dróg krajowych.
Generalnemu Dyrektorowi Dróg Krajowych i Autostrad podlega Centrala GDDKiA w Warszawie i 16 oddziałów terenowych, których obszar działania pokrywa się z województwami. Oddziały mają w swej strukturze Rejony Dróg Krajowych zarządzające drogami w terenie. Ponadto w skład Generalnej Dyrekcji wchodzi Zespół ds. Historii Drogownictwa w Szczucinie zajmujący się ochroną zabytków drogownictwa.
Centralny organ administracji rządowej właściwy w sprawach dróg krajowych. Wykonuje zadania zarządcy dróg krajowych oraz realizuje budżet państwa w zakresie dróg krajowych. Do Generalnego Dyrektora Dróg Krajowych i Autostrad należy również:
- współudział w realizacji polityki transportowej w zakresie dróg,
- gromadzenie danych i sporządzanie informacji o sieci dróg publicznych,
- nadzór nad przygotowaniem infrastruktury drogowej na potrzeby obrony państwa,
- wydawanie zezwoleń na jednorazowy przejazd w określonym czasie i po ustalonej trasie pojazdów nienormatywnych,
- współpraca z administracjami drogowymi innych państw i organizacjami międzynarodowymi,
- współpraca z organami samorządu terytorialnego w zakresie rozbudowy i utrzymania infrastruktury drogowej,
- zarządzanie ruchem na drogach krajowych,
- ochrona zabytków drogownictwa,
- wykonywanie zadań związanych z przygotowywaniem i koordynowaniem budowy i eksploatacji albo wyłącznie eksploatacji, autostrad płatnych
- pobieranie opłat za przejazd zgodnie z przepisami o autostradach płatnych oraz o Krajowym Funduszu Drogowym.

W 2009 GDDKiA obchodziła 190. rocznicę powstania Centralnej Administracji Drogowej w Polsce. Początek drogownictwa na ziemiach polskich to powołanie Dyrekcji Jeneralnej Dróg i Mostów Królestwa Polskiego w 1819.
Utrzymanie dróg krajowych (odśnieżanie, bieżące naprawy, utrzymanie standardu drogi) w 2013 kosztowało budżet GDDKiA 1,27 mld zł. Część (niemal 1150 km) dróg pod nadzorem Dyrekcji jest utrzymywania przez prywatne firmy, które wyłoniono w przetargach.
Szef Krajowej Administracji Skarbowej jest twórcą i nadzorcą systemu e-TOLL, wdrożonego 24 czerwca 2021 jako system poboru opłaty elektronicznej na drogach zarządzanych przez GDDKiA. Zastąpi on funkcjonujący do 30 września 2021 system viaTOLL.

## Dyrektorzy GDDKiA[15]
- Tadeusz Suwara (1 kwietnia 2002 – 9 lipca 2003)
- Dariusz Skowroński (9 lipca 2003[16] − 4 października 2004[16])
- Edward Gajerski (4 października 2004[16] − 8 grudnia 2005[16])
- Zbigniew Kotlarek (p.o., 8 grudnia 2005[17] − listopad 2006[18])
- Zbigniew Kotlarek (listopad 2006[18] − 22 stycznia 2008[16])
- Janusz Koper (22 stycznia 2008[16] − 8 maja 2008[16])
- Lech Witecki (p.o., 12 maja 2008[16] − 13 lutego 2014[19])
- Ewa Tomala-Borucka (p.o., 13 lutego 2014[19] − 23 kwietnia 2015[20])
- Tomasz Rudnicki (p.o., 23 kwietnia 2015[20] − grudzień 2015)
- Jacek Bojarowicz (p.o., grudzień 2015[21] − 12 grudnia 2016)
- Krzysztof Kondraciuk (12 grudnia 2016 − 9 listopada 2017[22])
- Jacek Gryga (p.o., 9 listopada 2017 − 30 sierpnia 2018)[22]
- Tomasz Żuchowski (p.o., 30 sierpnia 2018 – 4 stycznia 2024)[23][24]
- Paweł Woźniak (p.o., od 8 marca 2024)

## Kierownictwo[25]
- Paweł Woźniak – p.o. Generalnego Dyrektora od 8 marca 2024
- Piotr Kurkowski – p.o. zastępcy od 4 listopada 2024[26]

## Budżet, zatrudnienie i wynagrodzenia
Wydatki Generalnej Dyrekcji Dróg Krajowych i Autostrad są realizowane w części 39 budżetu państwa – Transport.
W 2018 wydatki (bez środków na budowę dróg) GDDKiA wyniosły 580,57 mln zł. Przeciętne zatrudnienie w przeliczeniu na pełne etaty wyniosło 4456 osób, a średnie miesięczne wynagrodzenie brutto 6516 zł.
W ustawie budżetowej na 2019 wydatki GDDKiA zaplanowano w wysokości 603,15 mln zł.

## Kontrowersje
W 2010 NIK zarzucił urzędnikom GDDKiA nadużycia uprawnień i zaniedbania, które doprowadziły do znacznych strat Skarbu Państwa w systemie rekompensat za bezpłatne przejazdy autostradami samochodów, które miały opłacone winiety.
W sierpniu 2010 ABW zatrzymała dwie osoby z kierownictwa katowickiego oddziału GDDKiA pod zarzutem korupcji trwającej od 1998 do 2007 roku. Również w 2010 roku pod zarzutem korupcji i pomocy w zmowie handlowej zatrzymany został dyrektor oddziału warszawskiego.
W 2009 roku ABW ustaliła, że kontrolerzy GDDKiA podmieniali próbki asfaltu pobierane do badań, które były jednym z warunków odbioru nowych odcinków drogi od wykonawcy. Proceder odbywał się przy współpracy dyrektora laboratorium oraz dyrektora śląskiego oddziału Dyrekcji. Według GDDKiA patologie miały miejsce do 2009 roku, kiedy pobierano jedynie 700 próbek, w 2013 jest ich ponad 60 tys.
Wykonawcy wielokrotnie zarzucali GDDKiA „niewłaściwe przygotowanie budowy i brak należytej weryfikacji dokumentacji na etapie jej przygotowywania”, co skutkuje wypowiadaniem umów przez wykonawców i opóźnienia w budowach.
W 2014 NIK po kontroli sześciu oddziałów GDDKiA wskazała na liczne nieprawidłowości w łódzkim oddziale: zaniedbania w umowach z wykonawcami, spory kompetencyjne ze służbami ratowniczymi oraz przypadku „oczywistego konfliktu interesów”. m.in. zasiadanie w komisjach przetargowych krewnych wykonawców, przyjmowanie przez pracowników GDDKiA zleceń od firm, które wygrywały przetargi i formalnie były wykonywane „poza godzinami pracy”. a w rzeczywistości niejednokrotnie były realizowane w czasie pracy i przy użyciu samochodów należących do Generalnej Dyrekcji.